# Pandelleia ornata
Pandelleia ornata là một loài ruồi trong họ Tachinidae.